# Rumex graminifolius
Rumex graminifolius és una planta perenne que pot arribar a créixer des dels 0,1 metres als 0,5 metres. Habita les roques costaneres i les regions àrtiques de Terranova.